# Perxylobates mahunkai
Perxylobates mahunkai är en kvalsterart som beskrevs av Bayoumi 1980. Perxylobates mahunkai ingår i släktet Perxylobates och familjen Protoribatidae. Inga underarter finns listade i Catalogue of Life.